# Максименко, Фёдор Филиппович

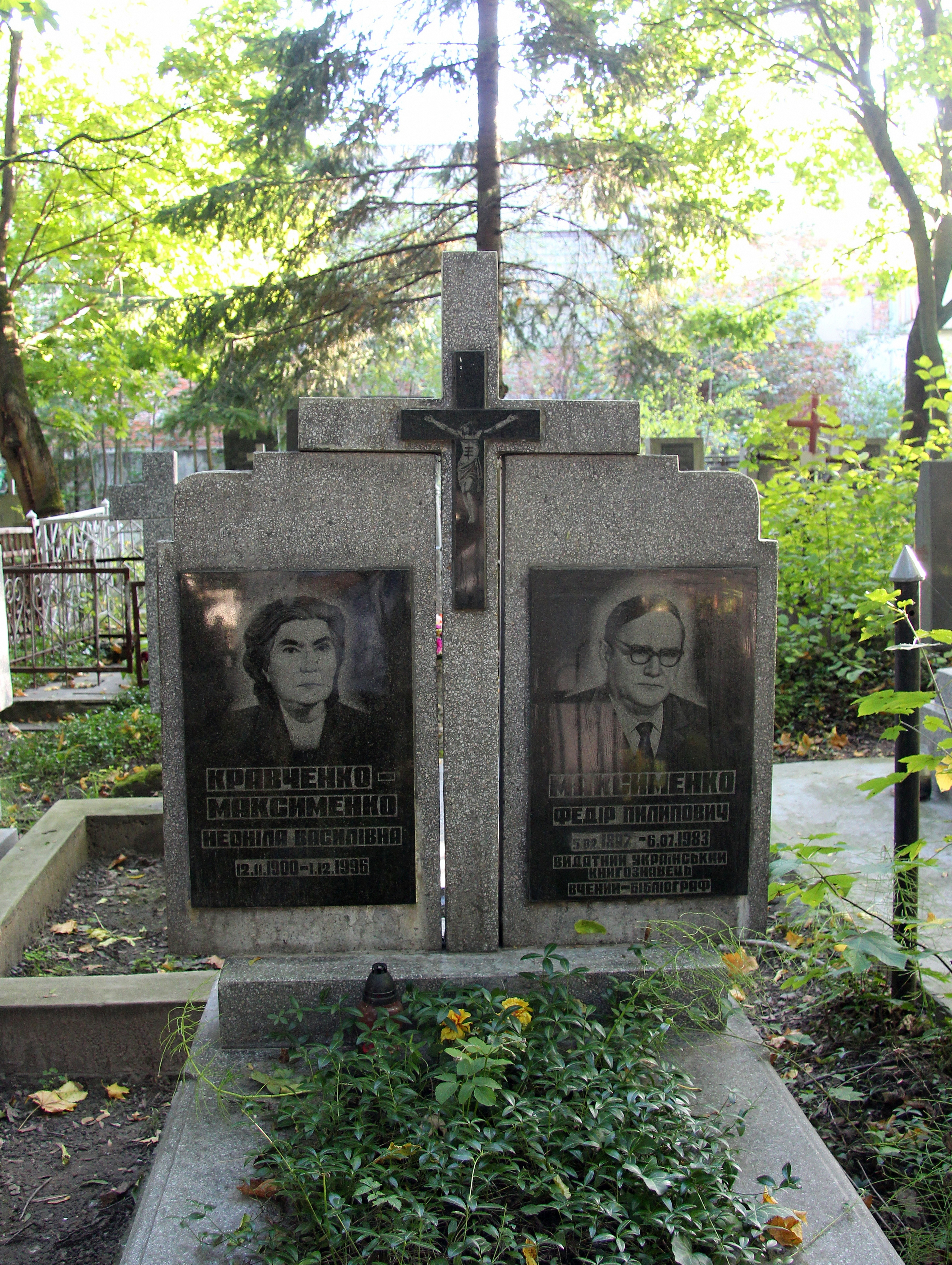
Могила Ф. Ф. Максименко и его жены

Фёдор Фили́ппович Максиме́нко (1896—1983) — русский и советский украинский библиотекарь, библиограф, книговед.

## Биография
Родился 4 февраля (16 февраля по новому стилю) 1896 года в селе Беленькое Екатеринославского уезда Российской империи, ныне Запорожской области Украины, в семье священника. По другим источникам он родился 23 января (4 февраля по новому стилю). На его надгробии указано 5 февраля 1897 года.
Окончил Екатеринославскую духовную семинарию, а затем в 1925 году — исторический отдел факультета профессионального образования Киевского института народного образования (ныне Киевский национальный университет имени Тараса Шевченко). Работал в Всенародной библиотеке Украины (ныне Национальная библиотека Украины имени В. И. Вернадского) в 1923—1933 годах, заведовал отделом периодики; одновременно в 1929—1931 годах обучался в аспирантуре по библиографии. В этот период написал две работы: «Межі етнографічної території українського народу» (1927) и «Матеріяли до краєзнавчої бібліографії України» (1930). Принимал участие в коллективной подготовке труда «Матеріали до бібліографії М. О. Скрипника» (1932).
Развернувшаяся в 1928 году в прессе Украинской ССР кампания против Всенародной библиотеки Украины, начавшаяся журналистами Халифманом и Сиркисом, закончилась разгромом кадров и уничтожением картотек. Фёдор Максименко тщательно собрал газетные вырезки, создав своеобразную книгу-проводник по хронологии погрома.
Затем по обвинению «в саботаже научной работы и как выходца из контрреволюционного лагеря» вместе с учеными Б. Зданевичем, А. Киселём, Г. Колядой, К. Копержинским, В. Кордтом, М. Ясинским и другими — был освобождён от должности во время чистки академических учреждений (1933), и долгое время не имел постоянной работы. До 1947 года ему пришлось проститься с научными исследованиями, которые продолжились в конце 1940-х годов.
В 1950—1974 годах Фёдор Филиппович работал заместителем директора библиотеки Львовского университета (ныне Львовский национальный университет имени Ивана Франко), где затем заведовал отделом рукописей и редкой книги, названным после его смерти его именем.
Создал труд «Матеріали до бібліографії української книжки XIX ст.», составил книжные указатели «Першодруки (інкунабули) Наукової бібліотеки Львівського університету» (1958) и «Кириличні стародруки українських друкарень, що зберігаються у львівських збірках» (1975). Подготовил обширную информационную базу для многотомника «История городов и сёл Украинской ССР», упорядочив указатель «Сборник исторических сведений о населенных пунктах Украинской ССР» (1963—1964) — оба на русском и украинском языках. Также в числе важных работ Ф. Ф. Максименко — капитальный двухтомный в четырёх выпусках книжный указатель «История Киева» (1958—1963), изданный Государственной исторической библиотекой Украинской ССР (ныне Национальная историческая библиотека Украины).
Фёдор Филиппович поддерживал дружеские отношения с Юрием Меженко, Сергеем Масловым и многими другими учеными. Воспитал ряд учеников, в числе которых Михаил Гуменюк.
Умер 6 июля 1983 года во Львове и был похоронен на Яновском кладбище города рядом с женой.
Именем Ф. Ф. Максименко названы улицы в Киеве и Бахмуте.